# 1983年世界陸上競技選手権大会
1983年世界陸上競技選手権大会（1983ねんせかいりくじょうきょうぎせんしゅけんたいかい）は、1983年に開催された、世界陸上競技選手権大会の第1回大会。フィンランド・ヘルシンキのヘルシンキ・オリンピックスタジアムで1983年8月7日から8月14日まで開催された。41種目（男子24・女子17種目）が実施され、153の国・地域から1355人の選手が参加した。この大会では男子4×100mリレー（37秒86・アメリカ合衆国）と女子400m（47秒99・ヤルミラ・クラトフビロバ）の世界新記録が誕生した。

## 獲得メダル一覧

### 国別メダル受賞数
| 位    | 国・地域           | 金 | 銀 | 銅 | 計  |
| ----- | ------------------ | -- | -- | -- | --- |
| 1     | 東ドイツ           | 10 | 7  | 5  | 22  |
| 2     | アメリカ合衆国     | 8  | 9  | 7  | 24  |
| 3     | ソビエト連邦       | 6  | 6  | 11 | 23  |
| 4     | チェコスロバキア   | 4  | 3  | 2  | 9   |
| 5     | 西ドイツ           | 2  | 5  | 1  | 8   |
| 6     | イギリス           | 2  | 2  | 3  | 7   |
| 7     | ポーランド         | 2  | 1  | 1  | 4   |
| 8     | フィンランド       | 1  | 1  | 1  | 3   |
| 8     | イタリア           | 1  | 1  | 1  | 3   |
| 8     | ジャマイカ         | 1  | 1  | 1  | 3   |
| 11    | オーストラリア     | 1  | 0  | 0  | 1   |
| 11    | アイルランド       | 1  | 0  | 0  | 1   |
| 11    | メキシコ           | 1  | 0  | 0  | 1   |
| 11    | ノルウェー         | 1  | 0  | 0  | 1   |
| 15    | キューバ           | 0  | 1  | 0  | 1   |
| 15    | 社会主義エチオピア | 0  | 1  | 0  | 1   |
| 15    | オランダ           | 0  | 1  | 0  | 1   |
| 15    | ルーマニア         | 0  | 1  | 0  | 1   |
| 15    | スペイン           | 0  | 1  | 0  | 1   |
| 20    | ブルガリア         | 0  | 0  | 3  | 3   |
| 21    | ブラジル           | 0  | 0  | 1  | 1   |
| 21    | 中国               | 0  | 0  | 1  | 1   |
| 21    | ギリシャ           | 0  | 0  | 1  | 1   |
| 21    | モロッコ           | 0  | 0  | 1  | 1   |
| 21    | ナイジェリア       | 0  | 0  | 1  | 1   |
| Total | Total              | 41 | 41 | 41 | 123 |

### 男子
```
1983 | 
1987
 | 
1991
 | 
1993
 | 
1995
```

| 競技種目       | 金 | 金            | 銀                                                                                                 | 銀            | 銅 | 銅            |
| トラック競技   | トラック競技                                                                                           | トラック競技  | トラック競技                                                                                       | トラック競技  | トラック競技                                                                                               | トラック競技  |
| -------------- | --- | ------------- | -------------------------------------------------------------------------------------------------- | ------------- | --- | ------------- |
| 100m           | カール・ルイス アメリカ合衆国                                                                          | 10秒07        | カルヴィン・スミス アメリカ合衆国                                                                  | 10秒21        | エミット・キング アメリカ合衆国                                                                            | 10秒24        |
| 200m           | カルヴィン・スミス アメリカ合衆国                                                                      | 20秒14        | エリオット・クォー アメリカ合衆国                                                                  | 20秒41        | ピエトロ・メンネア イタリア                                                                                | 20秒51        |
| 400m           | バート・キャメロン ジャマイカ                                                                          | 45秒05        | マイク・フランクス アメリカ合衆国                                                                  | 45秒22        | サンダー・ニックス アメリカ合衆国                                                                          | 45秒24        |
| 800m           | ウィリー・ビュルベック 西ドイツ                                                                        | 1分43秒65     | ロブ・ドルッペルス オランダ                                                                        | 1分44秒20     | ジョアキン・クルス ブラジル                                                                                | 1分44秒27     |
| 1500m          | スティーブ・クラム イギリス                                                                            | 3分41秒59     | スティーブ・スコット アメリカ合衆国                                                                | 3分41秒87     | サイド・アウィータ モロッコ                                                                                | 3分42秒02     |
| 5000m          | イーモン・コグラン アイルランド                                                                        | 13分28秒53    | ヴェルナー・シルドハウアー 東ドイツ                                                                | 13分30秒20    | マルッティ・バイニオ · フィンランド                                                                        | 13分30秒34    |
| 10000m         | アルベルト・コバ イタリア                                                                              | 28分01秒04    | ヴェルナー・シルドハウアー 東ドイツ                                                                | 28分01秒18    | ハンス・イェルグ・クンツェ 東ドイツ                                                                        | 28分01秒26    |
| マラソン       | ロバート・ド・キャステラ オーストラリア                                                                | 2時間10分03秒 | ケベデ・バルチャ 社会主義エチオピア                                                                | 2時間10分27秒 | ワルデマール・チェルピンスキー 東ドイツ                                                                    | 2時間10分37秒 |
| 110mハードル   | グレッグ・フォスター アメリカ合衆国                                                                    | 13秒42        | アルト・ブリッガレ · フィンランド                                                                  | 13秒46        | ウィリー・ゴールト アメリカ合衆国                                                                          | 13秒48        |
| 400mハードル   | エドウィン・モーゼス アメリカ合衆国                                                                    | 47秒50        | ハラルト・シュミット 西ドイツ                                                                      | 48秒61        | アレクサンドル・ハルロフ ソビエト連邦                                                                      | 49秒03        |
| 3000m障害      | パトリツ・イルク 西ドイツ                                                                              | 8分15秒06     | ボグスワフ・マミンスキー ポーランド                                                                | 8分17秒03     | コリン・レーツ イギリス                                                                                    | 8分17秒75     |
| 20km競歩       | エルネスト・カント メキシコ                                                                            | 1時間20分49秒 | ヨゼフ・プリビリネチ チェコスロバキア                                                              | 1時間20分59秒 | エフゲニー・エフシュコフ ソビエト連邦                                                                      | 1時間21分08秒 |
| 50km競歩       | ロナルト・ヴァイゲル 東ドイツ                                                                          | 3時間43分08秒 | ホセ・マリン スペイン                                                                              | 3時間43分42秒 | セルゲイ・ユング ソビエト連邦                                                                              | 3時間49分03秒 |
| 4×100mリレー   | エミット・キング ウィリー・ゴールト カルヴィン・スミス カール・ルイス アメリカ合衆国                   | 37秒86 世界新 | ステファノ・ティリ カルロ・シミオナート ピエルフランチェスコ・パボーニ ピエトロ・メンネア イタリア | 38秒37        | アンドレイ・プロコフィエフ ニコライ・シドロフ ウラジミール・ムラヴィヨフ ビクトル・ブリズギン ソビエト連邦 | 38秒41        |
| 4×400mリレー   | セルゲイ・ロワチョフ アレクサンドル・トロシロ ニコライ・チェルネツキー ビクトル・マルキン ソビエト連邦 | 3分00秒79     | エルビン・スカムラール イェルク・ワイヒンガー ハラルト・シュミット ハルトムート・ウェバー 西ドイツ | 3分01秒83     | エインズリー・ベネット ギャリー・クック トッド・ベネット フィル・ブラウン イギリス                         | 3分03秒53     |
| フィールド競技 | |               | |               | |               |
| 走高跳         | ゲンナジー・アブディエンコ ソビエト連邦                                                                | 2m32cm        | タイク・ピーコック アメリカ合衆国                                                                  | 2m32cm        | 朱建華 中国                                                                                                | 2m29cm        |
| 棒高跳         | セルゲイ・ブブカ ソビエト連邦                                                                          | 5m70cm        | コンスタンティン・ボルコフ ソビエト連邦                                                            | 5m60cm        | アタナス・タレフ ブルガリア                                                                                | 5m60cm        |
| 走幅跳         | カール・ルイス アメリカ合衆国                                                                          | 8m55cm        | ジェイソン・グライムズ アメリカ合衆国                                                              | 8m29cm        | マイク・コンリー アメリカ合衆国                                                                            | 8m12cm        |
| 三段跳         | ズジズワフ・ホフマン ポーランド                                                                        | 17m42cm       | ウィリー・バンクス アメリカ合衆国                                                                  | 17m18cm       | アジャイ・アグベバク ナイジェリア                                                                          | 17m18cm       |
| 砲丸投         | エドワード・サルル ポーランド                                                                          | 21m39cm       | ウルフ・ティンマーマン 東ドイツ                                                                    | 21m16cm       | レミギウス・マフーラ チェコスロバキア                                                                      | 20m98cm       |
| 円盤投         | イムリヒ・ブガール チェコスロバキア                                                                    | 67m72cm       | ルイス・デリス · キューバ                                                                          | 67m36cm       | ゲイツァ・バレント チェコスロバキア                                                                        | 66m08cm       |
| ハンマー投     | セルゲイ・リトビノフ ソビエト連邦                                                                      | 82m68cm       | ユーリ・セディフ ソビエト連邦                                                                      | 80m94cm       | ズジスワフ・クワスニ ポーランド                                                                            | 79m42cm       |
| やり投         | デトレフ・ミヒェル 東ドイツ                                                                            | 89m48cm       | トム・ペトラノフ アメリカ合衆国                                                                    | 85m60cm       | ダイニス・クラ ソビエト連邦                                                                                | 85m58cm       |
| 十種競技       | デイリー・トンプソン イギリス                                                                          | 8666点        | ユルゲン・ヒングゼン 西ドイツ                                                                      | 8561点        | ジークフリート・ヴェンツ 西ドイツ                                                                          | 8478点        |

### 女子
```
1983 | 
1987
 | 
1991
 | 
1993
 | 
1995
```

| 競技種目       | 金 | 金            | 銀 | 銀            | 銅                                                                                             | 銅            |
| トラック競技   | トラック競技                                                                                             | トラック競技  | トラック競技 | トラック競技  | トラック競技                                                                                   | トラック競技  |
| -------------- | --- | ------------- | --- | ------------- | ---------------------------------------------------------------------------------------------- | ------------- |
| 100m           | マルリース・ゲール 東ドイツ                                                                              | 10秒97        | マリタ・コッホ 東ドイツ                                                                                                   | 11秒02        | ダイアン・ウィリアムズ アメリカ合衆国                                                          | 11秒06        |
| 200m           | マリタ・コッホ 東ドイツ                                                                                  | 22秒13        | マリーン・オッティ ジャマイカ                                                                                             | 22秒19        | キャシー・クック イギリス                                                                      | 22秒37        |
| 400m           | ヤルミラ・クラトフビロバ チェコスロバキア                                                                | 47秒99 世界新 | タタナ・コツェンボバ チェコスロバキア                                                                                     | 48秒59        | マリヤ・ピニギナ ソビエト連邦                                                                  | 49秒19        |
| 800m           | ヤルミラ・クラトフビロバ チェコスロバキア                                                                | 1分54秒68     | リューボフ・グリーナ ソビエト連邦                                                                                         | 1分56秒11     | エカテリーナ・ポドコパエワ ソビエト連邦                                                        | 1分57秒58     |
| 1500m          | メアリー・デッカー アメリカ合衆国                                                                        | 4分00秒90     | ザミラ・ザイツェワ ソビエト連邦                                                                                           | 4分01秒19     | エカテリーナ・ポドコパエワ ソビエト連邦                                                        | 4分02秒25     |
| 3000m          | メアリー・デッカー アメリカ合衆国                                                                        | 8分34秒62     | ブリギッテ・クラウス 西ドイツ                                                                                             | 8分35秒11     | タチアナ・カザンキナ ソビエト連邦                                                              | 8分35秒13     |
| マラソン       | グレテ・ワイツ · ノルウェー                                                                              | 2時間28分09秒 | マリアン・ディッカーソン アメリカ合衆国                                                                                   | 2時間31分09秒 | ライサ・スメフノワ ソビエト連邦                                                                | 2時間31分13秒 |
| 100mハードル   | ベッティーナ・ヤーン 東ドイツ                                                                            | 12秒35        | ケルスティン・クナッベ 東ドイツ                                                                                           | 12秒42        | ギンカ・ザゴルチェワ ブルガリア                                                                | 12秒62        |
| 400mハードル   | エカテリーナ・フェセンコ ソビエト連邦                                                                    | 54秒14        | アナ・アンブラジエーネ ソビエト連邦                                                                                       | 54秒15        | エレン・フィードラー 東ドイツ                                                                  | 54秒55        |
| 4×100mリレー   | ジルケ・グラディッシュ＝メラー マリタ・コッホ イングリット・アウアースバルト マルリース・ゲール 東ドイツ | 41秒76        | ジョーン・バプティスト キャシー・クック ビバリー・カランダー シャーリー・トーマス イギリス                                | 42秒71        | レリース・ホッジス ジャクリーン・パシー ジュリエット・カスバート マリーン・オッティ ジャマイカ | 42秒73        |
| 4×400mリレー   | ゲシーネ・ヴァルター ザビーネ・ブッシュ マリタ・コッホ ダグマル・ノイバウアー 東ドイツ                   | 3分19秒73     | タカーナ・コツェンボバ ミレナ・マテイビチョバ-ストルナドバ ズザナ・モラフチコバ ヤルミラ・クラトフビロバ チェコスロバキア | 3分20秒32     | エレーナ・コルバン マリナ・ハルラモワ イリーナ・バスカコワ マリヤ・ピニギナ ソビエト連邦       | 3分21秒16     |
| フィールド競技 | |               | |               |                                                                                                |               |
| 走高跳         | タマラ・ブイコワ ソビエト連邦                                                                            | 2m01cm        | ウルリケ・マイフェルト 西ドイツ                                                                                           | 1m99cm        | ルイス・リッター アメリカ合衆国                                                                | 1m95cm        |
| 走幅跳         | ハイケ・ダウテ 東ドイツ                                                                                  | 7m27cm        | アニソアラ・スタンチウ ルーマニア                                                                                         | 7m15cm        | キャロル・ルイス アメリカ合衆国                                                                | 7m04cm        |
| 砲丸投         | ヘレナ・フィビンゲロバ チェコスロバキア                                                                  | 21m05cm       | ヘルマ・クノールシャイト 東ドイツ                                                                                         | 20m70cm       | イローナ・スルピアネク 東ドイツ                                                                | 20m56cm       |
| 円盤投         | マルティナ・オピッツ 東ドイツ                                                                            | 68m94cm       | ガリナ・ムラショワ ソビエト連邦                                                                                           | 67m44cm       | マリア・ペトコワ ブルガリア                                                                    | 66m44cm       |
| やり投         | ティーナ・リラク · フィンランド                                                                          | 70m82cm       | ファティマ・ウィットブレッド イギリス                                                                                     | 69m14cm       | アンナ・ベルーリ ギリシャ                                                                      | 65m72cm       |
| 七種競技       | ラモナ・ノイベルト 東ドイツ                                                                              | 6714点        | ザビネ・ヨーン 東ドイツ                                                                                                   | 6662点        | アンケ・ファーター 東ドイツ                                                                    | 6532点        |